# 泉州公交K205路
泉州公交K205路是中华人民共和国泉州市境内的一条公共交通线路，原名47路，全程31.2公里。起讫点为清源山至官桥园区，运营时间为清源山：6:10-18:10；官桥园区：6:30-19:10。

## 历史
- 2008年12月20日，泉州公交发展有限公司（公交集团前身）开通47路。初期运行区间为泉山门-紫帽出口加工区，初期运行时间为泉山门6:35-17:50冬/18:05夏、紫帽出口加工区7:00-18:50冬/19:00夏，使用车辆为自3路退下的8部亚星JS6800HD2型柴油空调公交车
- 同日，47路复线开通。初期运行区间为泉山门-霞茂村，初期运行时间为泉山门8:05-17:05、霞茂村7:40-18:00。使用车辆为1部星王ZA6790E型汽油无空调公交车
- 2010年2月10日，47路自紫帽出口加工区，经由G324、岭畔路延伸至龟山开发区始发终到。运营时间调整为泉山门5:50-18:05、龟山开发区7:00-19:15。同日，47路复线取消，并更名为48（现K612路）[2]
- 2010年6月26日，47路自龟山开发区，经由霞美路、安康路、延泽街延伸至磁灶大埔村始发终到[3][4]
- 2010年11月，47路接手并更换自9（现K202路）退下的14部亚星JS6880C93H型柴油空调公交车
- 2011年8月1日，为方便官桥园区民众出行，47路取消途径岭畔路、霞美路、安康路、延泽街、大埔村。改为途径G324、井边路、宝洋工业路、园区南北大道延伸至官桥园区始发终到[5][6]
- 2013年1月，因老城区实行“绿标区”车辆管制，47路与38（现K308路）互换车辆，47路接手并更换为12部福达FZ6890UF3G3型柴油空调公交车
- 2014年11月1日，47路自泉山门，经由北门街、泉山路延伸至清源山始发终到。运营时间调整为清源山：6:30-18:10、官桥园区：6:30-19:00。同日，47路接手并增加自3路退下的3部福达FZ6890UF3G3，配车数达到15部[7]
- 2014年11月25日，47路一部运营车辆在途径G324磁灶路段时追尾一部摩托车，造成摩托车上一死一伤。11月29日，死伤者家属不满泉州公交给予的补偿方案，于官桥园区站强行拦下47路8部运营车辆，造成47路发班密度下降一半以上。12月1日，经官桥镇政府调解，47路被扣车辆恢复运营
- 2015年2月10日，应泉州市交通委关于《环泉州湾公交发展规划》的要求，泉州公交将47路更名为K205路[8]
- 2015年12月，K205路增加自24路、26路、601路退下的共计4部FZ6890UF3G3，配车数增至19部
- 2016年3月4日，因南迎宾大道二期拓改施工需要，K205路取消停靠洋店、晋江旧货市场两站。7月恢复停靠[9]
- 2016年6月，为给K503路扩充运能而更换703路车型，划拨K205路2部FZ6890UF3G3至703路
- 2017年4月，因更换55路车型的需要，划拨K205路2部FZ6890UF3G3至55路
- 2017年9月26日，因泉州古城提升改造及城市双修的要求，K205路自该日起，取消途径泉山路南段、北门街、中山北路、东街、南俊路、百源路、涂门街、新门街。改为途径北清东路、新华北路、城西路至三千坛后原线行驶。[10]
- 2018年1月19日，K205路接手并更换自K308路退下的15部金旅XML6105JHEVG5CN2型插电式LNG气电混合动力空调公交车，并退下15部FZ6890UF3G3
- 2018年7月1日，K205路接手并更换自24路退下的15部西虎QAC6100HEVG8型柴油插电式混合动力空调公交车
- 2018年10月18日，K205路闽CY2847号车途径北清东路和新华路交叉路口时，因操作失误冲向路边绿化带，造成玻璃、车身损坏，无人员伤亡[11]
- 2018年12月12日，K205路再次更换回原有15部XML6105JHEVG5CN2，并退下15部QAC6100HEVG8
- 2020年1月27日，为配合南安市交通局关于新型冠状病毒肺炎防控要求。K205路自当日0:00起暂停运行至2月17日。[12][13]
- 2020年2月18日，K205路自该日起恢复运营。
- 2020年8月，K205路更换11部金旅XML6855JEVW0C，并退下13部XML6105JHEVG5CN2停备。配车数降为14部
- 2021年1月1日，K205路接收并更换自3路、26路退下的11部西虎QAC6100NG5-1型LNG空调城市客车，并退下8部XML6855JEVW0C停备，配车数增加至16部.
- 2021年9月15日，应南安市交通运输局《关于全市客运班线和公交线路暂停运营的通告》的要求。K205路自当日18:00起暂停运营至10月5日。[14]
- 2021年10月6日，K205路自该日起恢复运营。[15]
- 2022年3月15日，因疫情防控工作需要，K205路自该日起暂停运营至4月21日。[16]
- 2022年4月22日，K205路恢复运营，原配11部QAC6100NG5-1退役，并更换为14部XML6855JEVW0C，配车数不变。[17]
- 2022年10月1日，K205路接手并更换自601路退下12部QAC6100HEVG8，并互换11部XML6855JEVW0C至601路，保留3部。配车数增至16部。
- 2022年12月30日，自该日起K205路双向增停尚志中学站。[18]
- 2023年4月19日，K205路接手并更换自K604路、K902路等线路退下的10部XML6855JEVW0C，2部XMQ6802AGBEVL2。原配13部QAC6100HEVG8退役。
- 2023年8月17日，因南迎宾大道清濛段辅道施工，自该日起K205路往清源山方向临时取消途径诺林商城、清濛，改为途径南迎宾大道至南迎宾崇宏街口调头，再途经清濛高架桥至金浦供水公司站后原线行驶，其它不变。[19]
- 2023年9月17日，K205路往清源山方向恢复途径诺林商城、清濛，取消途径清濛高架桥。
- 2023年9月25日，因优化调整，自该日起K205路往清源山方向单向取消停靠清源街道办事处站。[20]

## 站点
| 路线 | 路线 | 路线 | 所在地区、街道 | 所在地区、街道 | 站点名         | 备注                     |
| ---- | ---- | ---- | -------------- | -------------- | -------------- | ------------------------ |
|      |      |      | 丰泽区         | 泉山路         | 清源山         | 起讫站                   |
|      |      |      | 丰泽区         | 泉山路         | 清源山风景区   | 910医院路口              |
|      |      |      | 丰泽区         | 泉山路         | 泉州木偶剧院   | 泉州歌舞剧院 原名 花博园 |
|      |      |      | 丰泽区         | 北清东路       | 清源街道办事处 | ↓                        |
|      |      |      | 丰泽区         | 北清东路       | 闽台缘博物馆   |                          |
|      |      |      | 丰泽区         | 新华北路       | 西湖公园       |                          |
|      |      |      | 丰泽区         | 新华北路       | 邮电公寓       |                          |
|      |      |      | 丰泽区         | 新华北路       | 建南花园       |                          |
|      |      |      | 丰泽区         | 新华北路       | 新华小区       |                          |
|      |      |      | 丰泽区         | 新华北路       | 西湖小区       |                          |
|      |      |      | 鲤城区         | 城西路         | 城西路北段     |                          |
|      |      |      | 鲤城区         | 城西路         | 龙头山         |                          |
|      |      |      | 鲤城区         | 笋江路         | 三千坛         | 分段点                   |
|      |      |      | 鲤城区         | 兴贤路         | 浮桥           |                          |
|      |      |      | 鲤城区         | 兴贤路         | 锦工中路口     | 原名 联泰第一城          |
|      |      |      | 鲤城区         | 兴贤路         | 王宫           |                          |
|      |      |      | 鲤城区         | 兴贤路         | 泉州建材市场   |                          |
|      |      |      | 鲤城区         | 兴贤路         | 浦口           |                          |
|      |      |      | 鲤城区         | 南迎宾大道     | 展览城         |                          |
|      |      |      | 开发区         | 南迎宾大道     | 清濛           |                          |
|      |      |      | 开发区         | 南迎宾大道     | 诺林商城       |                          |
|      |      |      | 开发区         | 德泰路         | 清濛科技园     |                          |
|      |      |      | 开发区         | 德泰路         | 清濛长途车站   | 分段点                   |
|      |      |      | 开发区         | 德泰路         | 三兴集团       |                          |
|      |      |      | 开发区         | 德泰路         | 鸿绮集团       |                          |
|      |      |      | 开发区         | 德泰路         | 德泰路路口     | 原名 晋江二中            |
|      |      |      | 晋江市         | 凤池路         | 潘湖村         |                          |
|      |      |      | 晋江市         | 凤池路         | 仕春村         |                          |
|      |      |      | 晋江市         | 凤池路         | 营边村         |                          |
|      |      |      | 晋江市         | 凤池路         | 茂厝村         |                          |
|      |      |      | 晋江市         | 南迎宾大道     | 后厝街         |                          |
|      |      |      | 晋江市         | 南迎宾大道     | 洋店           |                          |
|      |      |      | 晋江市         | 南迎宾大道     | 苏垵路口       |                          |
|      |      |      | 晋江市         | 324国道        | 紫帽出口加工区 | 分段点                   |
|      |      |      | 晋江市         | 324国道        | 尚志中学       |                          |
|      |      |      | 晋江市         | 324国道        | 前埔           |                          |
|      |      |      | 晋江市         | 324国道        | 洋尾路口       |                          |
|      |      |      | 南安市         | 宝洋路         | 宝洋工业路     |                          |
|      |      |      | 南安市         | 宝洋路         | 西庄村口       |                          |
|      |      |      | 南安市         | 宝洋路         | 南北大道路口   |                          |
|      |      |      | 南安市         | 园区南北大道   | 南北大道南段   |                          |
|      |      |      | 南安市         | 园区南北大道   | 西庄路口       |                          |
|      |      |      | 南安市         | 园区南北大道   | 官桥园区       | 起讫站                   |

## 票价
K205路为分段计价，全程¥4.0，其中：
- 清源山至三千坛：1元/人
- 三千坛至清濛长途车站：1元/人
- 清濛长途车站至紫帽出口加工区：1元/人
- 紫帽出口加工区至官桥园区：1元/人
- 泉通卡普通卡9折，月票卡优惠无效，敬老卡、爱心卡有效
- 可使用泉城通APP及支付宝、云闪付、微信乘车码支付

## 配车
K205路配车数总计15部，其中：
- 金旅XML6855JEVW0C  13部
- 大金龙XMQ6802AGBEVL2  2部

- 亚星JS6800HD2
（2008.12 - 2010.11）
- 亚星JS6880C93H
（2010.11 - 2013.1）
- 福达FZ6890UF3G3
（2013.1 - 2018.1）
- 西虎QAC6100HEVG8
（2018.6 - 2023.4）
- 金旅XML6105JHEVG5CN2
（2018.1 - 2018.6 / 2018.12 - 2020.8）
- 金旅XML6855JEVW0C
（2020.8 - ）
- 西虎QAC6100NG5-1
（2021.1 - 2022.3）

## 相关
- 泉州公交线路列表
- 泉州公交K612路